# Morderca zostawia ślad

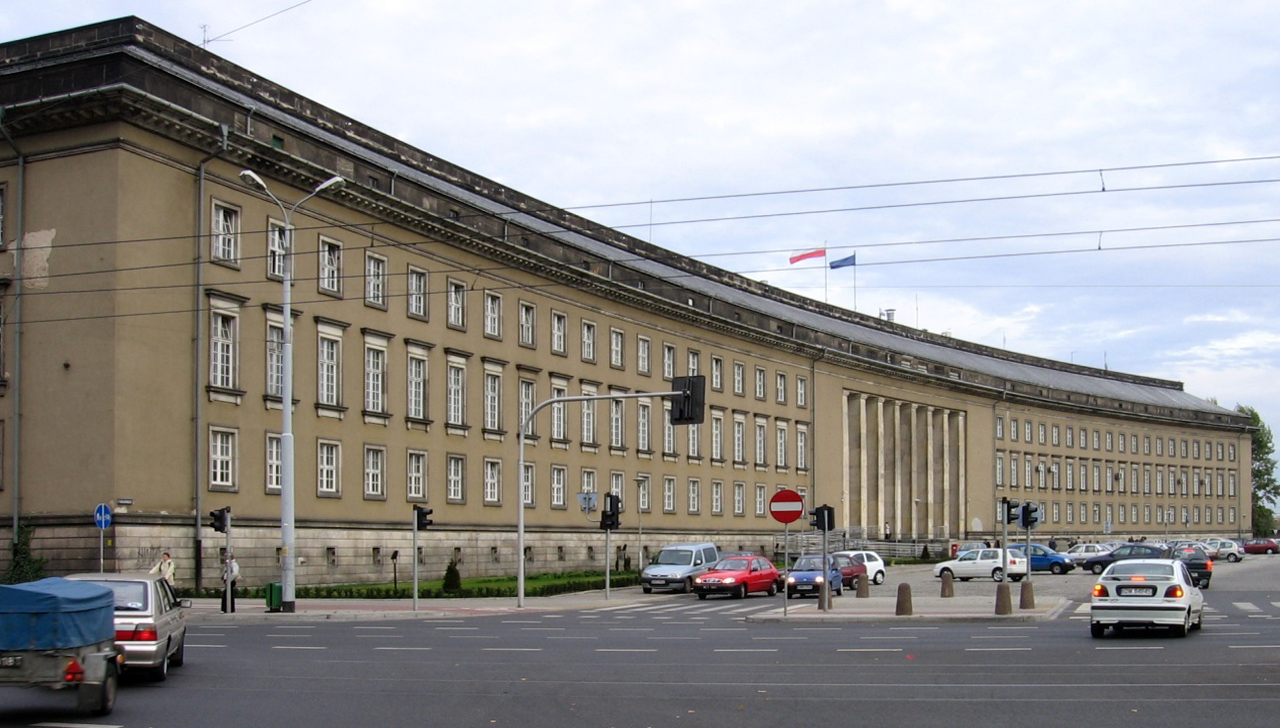
Gmach Urzędu Wojewódzkiego we Wrocławiu, miejsce akcji

Morderca zostawia ślad – polski film kryminalny rozgrywający się w realiach końca II wojny światowej. Zrealizowany w 1967 r. przez Aleksandra Ścibora-Rylskiego.
W filmie ostatnią swoją rolę zagrał Zbigniew Cybulski, który zmarł tragicznie we Wrocławiu przed ukończeniem filmu. W trakcie postsynchronizacji postaci granej przez Cybulskiego głosu użyczył już Tadeusz Łomnicki.
Jako plan zdjęciowy wykorzystano m.in. wyburzone kilka lat później ruiny Hali Targowej nr II przy ul. Kolejowej we Wrocławiu, a także kilka innych obiektów w mieście (ul. Gabrieli Zapolskiej przed Teatrem Polskim, dziedziniec Urzędu Wojewódzkiego, plac Uniwersytecki, plac Katedralny).

## Fabuła
Niedługo przed wkroczeniem wojsk polskich partyzanci zabezpieczają budynek gestapo w miasteczku. Jest tam m.in. ważna kartoteka konfidentów. Wkrótce kartoteka ginie, a człowiek jej pilnujący zostaje zamordowany. Morderca jeszcze nie opuścił budynku. Porucznik Lotar zaczyna go szukać.

## Obsada aktorska
- Tadeusz Schmidt – porucznik Lotar
- Krystyna Mikołajewska – Natalia Łoszyńska
- Iwa Młodnicka – Gośka Kmiecik
- Andrzej Hrydzewicz – „Szary”
- Jerzy Kaczmarek – „Nurt”
- Tadeusz Kalinowski – major „Paweł”
- Władysław Kowalski – Romek Kmiecik, brat Gośki
- Józef Nalberczak – Klimczuk
- Zbigniew Cybulski – Rodecki
- Barbara Stesłowicz – Regina, konfidentka gestapo, kochanka Romka
- Marian Opania – Zenek
- Janusz Chełmicki – „Magister”
- Andrzej Krasicki – porucznik Adamski
- Zdzisław Kuźniar – „Tarzan”
- Halina Piotrowska – Jola
- Irena Netto – sąsiadka Natalii

oraz w epizodach: Eliasz Kuziemski, Krzysztof Litwin, Witold Pyrkosz, Ryszard Kotys.